# PubMed Central
PubMed Central (PMC) és el repositori digital obert que arxiva els articles de la base de dades PubMed, hereva de MEDLINE, que són accessibles a text complet de manera lliure; articles, per tant, de biomedicina i ciències de la vida. És ofert per la United States National Library of Medicine (Biblioteca Nacional de Medicina dels Estats Units) i els National Institutes of Health (NIH o Instituts Nacionals de Salut), com a part d'Entrez i es va iniciar l'any 2000. Actualment és desenvolupat pel National Center for Biotechnology Information (NCBI).
A desembre de 2015 conté 3,7 milions d'articles

## PMID
És l'acrònim de PubMed Unique Identifier, és el número únic assignat a cada cita d'un article de PubMed.

## PMCID
És l'acrònim de PubMed Central Unique Identifier, és un segon codi assignat als articles de PubMed que són accessibles al seu text via PubMed Central.